# Jambi (cidade)

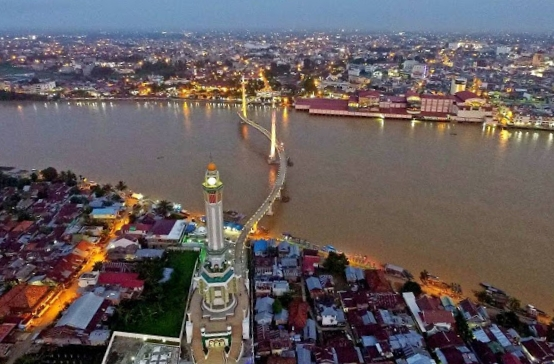
Gentala Arasy Jambi, ponte em Jambi.

A cidade de Jambi é a capital da província de Jambi, na Indonésia.
Seu movimentado porto fluvial encontra-se a 155 km da foz do rio Sungai Batang Hari.
A cidade serve de ponto de partida para visitas ao sítio arqueológico de Muara Jambi.